# Volta a Califòrnia 2009
La Volta a Califòrnia 2009 es disputà entre el 14 i el 22 de febrer de 2009. Aquesta fou la quarta edició de la Volta a Califòrnia i fou guanyada per l'estatunidenc Levi Leipheimer, que d'aquesta manera guanyava la tercera edició consecutiva.

## Etapes
| Etapes | Data         | Recorregut                  | km    | Vencedor etapa          | Líder general           |
| ------ | ------------ | --------------------------- | ----- | ----------------------- | ----------------------- |
| Pr     | 14 de febrer | Sacramento - Sacramento     | 3,9   | Fabian Cancellara (SUI) | Fabian Cancellara (SUI) |
| 1      | 15 de febrer | Davis - Santa Rosa          | 173,5 | Francisco Mancebo (ESP) | Francisco Mancebo (ESP) |
| 2      | 16 de febrer | Sausalito - Santa Rosa      | 186,6 | Thomas Peterson (USA)   | Levi Leipheimer (USA)   |
| 3      | 17 de febrer | San José - Modesto          | 167,7 | Thor Hushovd (NOR)      | Levi Leipheimer (USA)   |
| 4      | 18 de febrer | Merced - Clovis             | 185,7 | Mark Cavendish (GBR)    | Levi Leipheimer (USA)   |
| 5      | 19 de febrer | Visalia - Paso Robles       | 216,1 | Mark Cavendish (GBR)    | Levi Leipheimer (USA)   |
| 6      | 20 de febrer | Solvang - Solvang (CRI)     | 24    | Levi Leipheimer (USA)   | Levi Leipheimer (USA)   |
| 7      | 21 de febrer | Santa Clarita - Pasadena    | 143   | Rinaldo Nocentini (ITA) | Levi Leipheimer (USA)   |
| 8      | 22 de febrer | Rancho Bernardo - Escondido | 155,8 | Fränk Schleck (LUX)     | Levi Leipheimer (USA)   |

## Classificacions finals

### Classificació general
|     | Ciclista                | Equip              | Temps       |
| --- | ----------------------- | ------------------ | ----------- |
| 1.  | Levi Leipheimer (USA)   | Team Astana        | 31h 28' 21" |
| 2.  | David Zabriskie (USA)   | Garmin-Slipstream  | + 36"       |
| 3.  | Michael Rogers (AUS)    | Columbia-High Road | + 45"       |
| 4.  | Jens Voigt (DEU)        | Team Saxo Bank     | + 1' 10"    |
| 5.  | Thomas Lövkvist (SWE)   | Columbia-High Road | + 1' 29"    |
| 6.  | Vincenzo Nibali (ITA)   | Liquigas           | + 1' 37"    |
| 7.  | Lance Armstrong (USA)   | Team Astana        | + 1' 46"    |
| 8.  | Robert Gesink (NED)     | Rabobank           | + 1' 54"    |
| 9.  | Thomas Danielson (USA)  | Garmin-Slipstream  | + 2' 20"    |
| 10. | José Luis Rubiera (ESP) | Team Astana        | + 2' 48"    |

### Classificacions secundàries
- Millor esprintador:  Mark Cavendish, 36 pts
- Millor escalador:  Jason McCartney, 39 pts
- Millor jove:  Robert Gesink, 31h 30' 15"
- Millor equip: Team Astana, 94h 28' 50"

## Evolució de les classificacions
| Etapa (Vencedor)              | Classificació general | Classificació dels joves | Classificació de la muntanya | Classificació dels esprints | Classificació per equips | Combativitat          |
| ----------------------------- | --------------------- | ------------------------ | ---------------------------- | --------------------------- | ------------------------ | --------------------- |
| 0Prologue (Fabian Cancellara) | Fabian Cancellara     | Mark Cavendish           | no s'entrega                 | Levi Leipheimer             | Team Columbia-High Road  | Lance Armstrong       |
| 0Etapa 1 (Francisco Mancebo)  | Francisco Mancebo     | Robert Gesink            | Francisco Mancebo            | Francisco Mancebo           | Team Astana              | Ivan Basso            |
| 0Etapa 2 (Thomas Peterson)    | Levi Leipheimer       | Robert Gesink            | Francisco Mancebo            | Francisco Mancebo           | Team Astana              | Ben Jacques-Maynes    |
| 0Etapa 3 (Thor Hushovd)       | Levi Leipheimer       | Robert Gesink            | Francisco Mancebo            | Francisco Mancebo           | Team Astana              | Bradley White         |
| 0Etapa 4 (Mark Cavendish)     | Levi Leipheimer       | Robert Gesink            | Francisco Mancebo            | Francisco Mancebo           | Team Astana              | Tyler Hamilton        |
| 0Etapa 5 (Mark Cavendish)     | Levi Leipheimer       | Robert Gesink            | Francisco Mancebo            | Mark Cavendish              | Team Astana              | Matthew Crane         |
| 0Etapa 6 (Levi Leipheimer)    | Levi Leipheimer       | Robert Gesink            | Francisco Mancebo            | Mark Cavendish              | Team Astana              | George Hincapie       |
| 0Etapa 7 (Rinaldo Nocentini)  | Levi Leipheimer       | Robert Gesink            | Jason McCartney              | Mark Cavendish              | Team Astana              | Christian Vande Velde |
| 0Etapa 8 (Franck Schleck)     | Levi Leipheimer       | Robert Gesink            | Jason McCartney              | Mark Cavendish              | Team Astana              | Fränk Schleck         |
| 0Final                        | Levi Leipheimer       | Robert Gesink            | Jason McCartney              | Mark Cavendish              | Team Astana              |                       |